# Trochalopteron
Genre
Synonymes
- Garrulax Lesson, 1831[2]

Trochalopteron est un genre de passereaux de la famille des Leiothrichidae. Ses membres vivent à l'état naturel en Asie méridionale.

## Liste des espèces
Selon la classification de référence du Congrès ornithologique international (version 10.1, 2020) :
- Garrulaxe d'Austen,Trochalopteron austeni
- Garrulaxe modeste, Trochalopteron subunicolor
- Garrulaxe barré, Trochalopteron lineatum
- Garrulaxe flammé, Trochalopteron virgatum
- Garrulaxe écaillé, Trochalopteron squamatus
- Garrulaxe varié, Trochalopteron variegatum
- Garrulaxe à face noire, Trochalopteron affine
- Garrulaxe d'Elliot, Trochalopteron elliotii
- Garrulaxe de Henri, Trochalopteron henrici
- Garrulaxe du Morrison, Trochalopteron morrisonianum
- Garrulaxe à tête rousse, Trochalopteron erythrocephalum
- Garrulaxe de Yersin, Trochalopteron yersini
- Garrulaxe à queue rouge, Trochalopteron milnei
- Garrulaxe élégant, Trochalopteron formosum
- Garrulaxe du Bhoutan, Trochalopteron imbricatum
- Garrulaxe d'Assam, Trochalopteron chrysopterum
- Garrulaxe de Blyth, Trochalopteron melanostigma
- Garrulaxe du Ngoc Linh, Trochalopteron ngoclinhense
- Garrulaxe de Malaisie, Trochalopteron peninsulae